# پپه د لوسیا
پپه دِ لوسیا (به اسپانیایی: Pepe de Lucía) (متولد ۱۹۴۵ (میلادی) در آلخسیراس، کادیس با نام اصلی خوزه سانچز گومز (به اسپانیایی: José Sánchez Gómez) خواننده و شاعر فلامنکو اهل اسپانیا است. وی برادر پاکو د لوسیا است.
پپه د لوسیا در همراهی با برادرش پاکو، اولین اثر خود را که دوئتی با نام Los Chiquitos De Algecira بود در سال ۱۹۶۱ تولید کردند که منجر به برنده شده جوایز ارزشمندی توسط این دو گردید.